# Sessilité (écologie)
Pour les articles homonymes, voir sessilité.

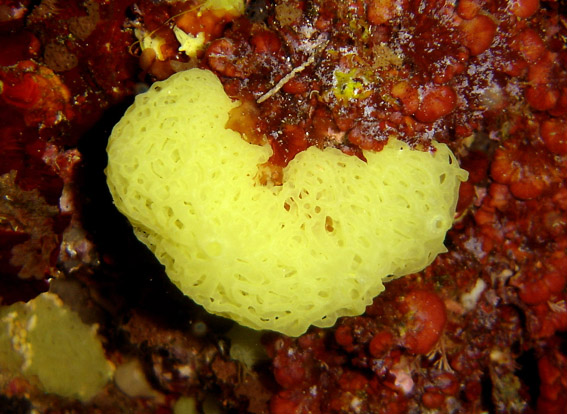
Des animaux marins sessiles : ici, une éponge (Clathrina clathrus).

Des organismes (lichens, animaux) seuls ou vivant en colonies, en particulier les micro-organismes aquatiques sont dits sessiles lorsqu'ils sont définitivement fixés sur le substrat.
C'est par exemple le cas des éponges, des coraux, des hydrozoaires, des tuniciers, des bryozoaires, etc. A contrario, il existe une faune et une flore aquatiques motiles et vagiles[réf. nécessaire]  donc mobiles, comme certains crustacés (crevettes, crabes), des annélides errantes, des mollusques (gastéropodes, nudibranches) et des poissons variés (rascasses, blennies, gobies) dont certains trouvent refuge le jour dans les anfractuosités ou fissures et ne sortent généralement que la nuit pour chasser (congres, murènes).
La notion de sessilité est généralement opposée à la motilité (necton) et à la dérive (plancton).